# Guglionesi
Guglionesi è un comune italiano di 4 891 abitanti della provincia di Campobasso in Molise.

## Origini del nome
Secondo alcuni studiosi il toponimo "Guglionesi" deriva dalla "guglia" (dial. [g]uje), una pianta caratteristica che nasceva sulle sponde del fiume Biferno; per altri il nome deriva dalla combinazione di colle-nisyus (“Colle di Nisio") che alluderebbe a Bacco. Collenisio infatti fu uno dei suoi nomi prima di assumere il nome attuale di Guglionesi. Nei suoi Annali degli Abruzzi, Antinori ne dà notizia come "Colle Dionisio", "Guilloniaco" e "Collonisi".

## Storia
Fu fondata dai Frentani, popolo italico affine ai Sanniti nel 435 a.C. . Nell'agro di Guglionesi sorgeva allora il centro abitato di Usconium che ebbe molta importanza durante l'era pre-romana, importanza che conservò anche in epoca romana.
Nel 1060 il conte normanno Goffredo, aiutato dal fratello Roberto il Guiscardo che era già diventato Duca di Puglia, Calabria e Sicilia grazie a papa Niccolò II, invade e conquista il contado di Termoli, di cui il castello di Colle Dionisio era uno dei presidi militari più importanti.
Il paese nel Medioevo fu un importante punto di riferimento sociale, economico, artistico del territorio. Per secoli i vescovi di Termoli posero le loro residenze a Guglionesi in quanto la cittadina adriatica era costantemente sottoposta ad attacchi turchi. Infatti a Guglionesi sorse il primo seminario della diocesi, sopravvissuto fino all'incameramento dei beni ecclesiastici attuato con l'Unità d'Italia.
La zona storica racchiusa nel borgo antico ha un impianto medievale di forma triangolare, che si sviluppa lungo i tre assi principali (via Galterio, corso Conte di Torino/via Roma, via Guiscardo) collegati da una rete di vicoli.

### Simboli
Lo stemma raffigura tre colline. Su quella centrale spiccano tre piante di carice, specie particolarmente diffusa nel territorio del comune. Il gonfalone è un drappo di bianco.

## Monumenti e luoghi d'interesse

### Architetture religiose

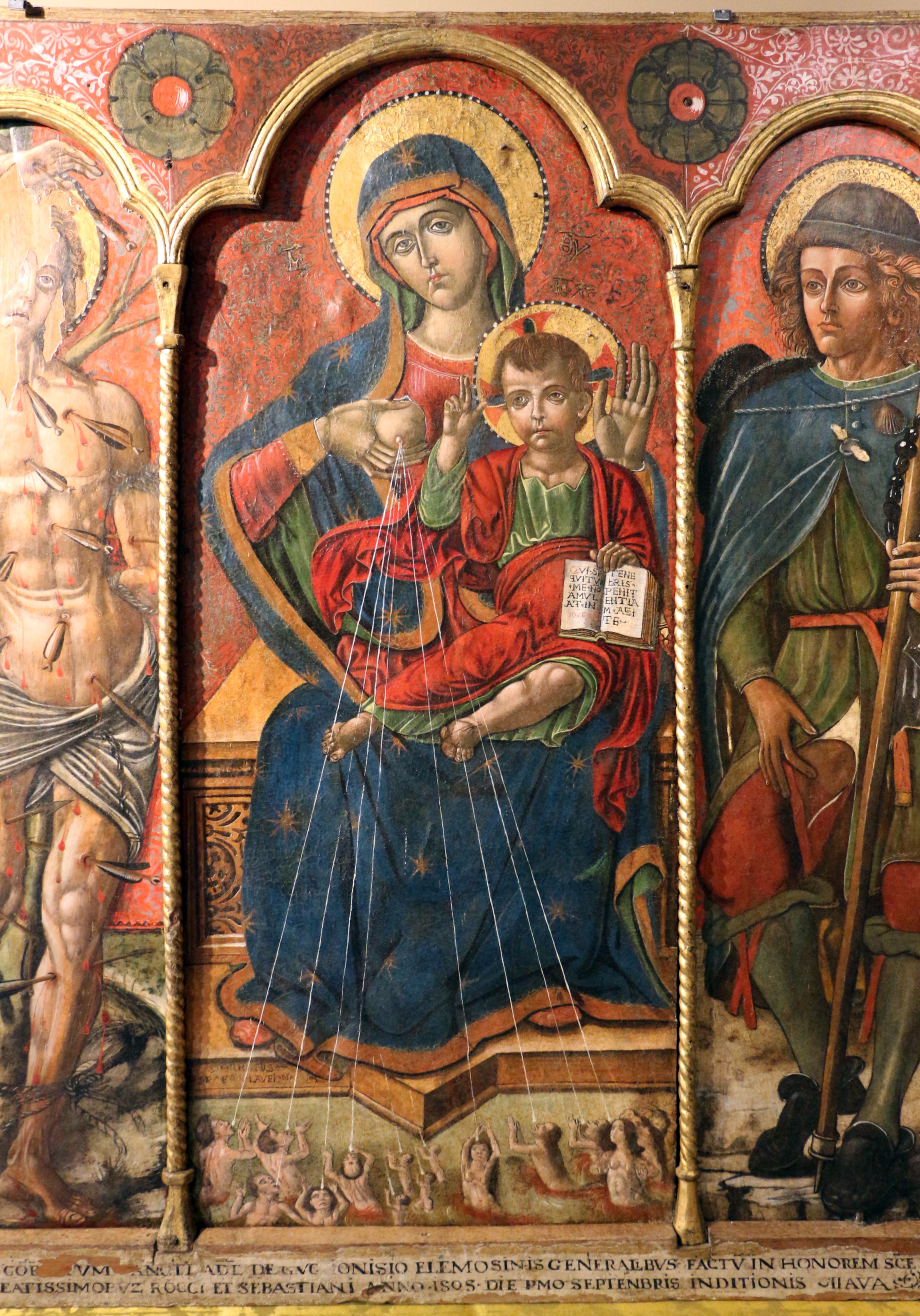
Trittico della Collegiata (1510) di Michele Greco da Valona

- Collegiata di Santa Maria Maggiore: antica chiesa del X secolo, nota con l'intitolazione a san Pietro. Ricostruita nel XII secolo, ebbe la sistemazione definitiva nel 1796 con impianto barocco, conservando però la cripta medievale. Ha facciata tripartita da paraste a sezione mistilinea. La lunetta del portale è del XII secolo. La pianta è a croce latina, con interno a tre navate. Presso il transetto c'è un rialzo a calotta, ossia una cupola impropria. Pregevoli opere cinquecentesche sono conservate all'interno, come il Trittico di Santa Maria Maggiore di Michele Greco.
- Cripta e succorpo di Sant'Adamo abate: è la cripta medievale della Collegiata.
- Chiesa di Sant'Antonio da Padova: risalente al XIV secolo come chiesa di San Francesco, fu restaurata nell'interno rea tra il XVI e il XVII secolo in stile barocco. Fortunatamente l'esterno si presenta ancora nell'originale tardo romanico pugliese, con lati scanditi da monofore gotiche e la facciata tripartita da cuspidi sulla sommità e da paraste, con un rosone coperto da un finestrone monumentale barocco. L'interno è a navata unica, stuccato in verde, con una calotta sul transetto dipinta in rosso e verde mare, con al centro di una decorazione curvilinea il Cristo benedicente
- Chiesa di San Nicola di Bari: risalente al XII secolo, fu ampliata nel successivo, con restauri barocchi nel XVIII secolo. L'esterno è molto ricco, in pietra scolpita nel romanico pugliese, con facciata divisa da lesene, con capitelli che sorreggono cinque arcate cieche. Il portale ha decorazioni a motivi vegetali sulla lunetta. L'interno è stato restaurato dagli interventi barocchi, e si presenta gotico, a tre navate, con archi a sesto acuto. La copertura del soffitto è a capriate lignee.

### Altri monumenti
- Museo archeologico civico
- Passeggiata delle fonti e fonte di Sant'Adamo

## Società

### Evoluzione demografica
Abitanti censiti

## Cultura

### Eventi
- Il Venerdì Santo era molto sentito a Guglionesi e per questa festa venivano allestiti dei focolari lungo il percorso della processione che partiva dalla chiesa di san Felice. La mattina del venerdì si svolgeva l'asta per aggiudicarsi il diritto di portare in processione il Cristo morto e l'Addolorata che sono realizzati in ottima fattura. In parte si sta cercando di recuperare questa tradizione.
- La festa principale e più attesa da ogni guglionesano è quella del patrono Sant'Adamo che ricorre il 2 e 3 giugno di ogni anno. Il programma civile è composto dall'esibizione di cantanti di fama nazionale (solitamente l'1), matinées bandistici (a mezzogiorno del 2 e del 3), dalle performance serali della banda (alle 21 il 2 e il 3) e da un enorme e particolare spettacolo pirotecnico. Il momento clou delle celebrazioni è rappresentato dalla intronizzazione del Santo che viene portato dalla cripta, suo luogo di permanenza per tutto l'anno, all'altare maggiore della chiesa di Santa Maria Maggiore fra gli applausi scroscianti dei fedeli, le campane che suonano a tutto spiano e l'esecuzione del Mosè in Egitto da parte della banda (sempre una delle più premiate e famose a livello nazionale).
- Il 14 luglio si festeggia la Madonna del Carmelo alla quale vengono offerte le pajolelle (mazzetti) di grano con il quale si faranno le ostie.
- L'8 e il 9 agosto si svolge la festa di San Nicola con il palio e il corteo il giorno 8 e la processione il 9.

## Economia
L'economia è basata principalmente sul settore agricolo, con coltivazioni di cereali, ortaggi, barbabietole da zucchero, uva, olive, e produzione di olio e vini pregiati. Trainanti anche il settore edile, alimentare, dei materiali da costruzione, della lavorazione del legno e 
di quella della canapa, quest'ultima finalizzata alla produzione di corde e di funi. Sono inoltre presenti sul territorio diverse industrie come lo Zuccherificio del Molise (produttore di zucchero di barbabietole), l'IRCE cavi (produttrice di cavi per la conduttura dell'energia elettrica), Del Giudice (produttrice di latte e derivati) oltre a molte altre realtà minori.

### Turismo
Il flusso turistico è favorito tendenzialmente dalla vicinanza con il litorale adriatico e dal patrimonio storico e monumentale: infatti sono presenti a Guglionesi molte chiese degli stili più diversi. Degna di nota è la cripta di Sant'Adamo abate.

## Amministrazione
Di seguito è presentata una tabella relativa alle amministrazioni che si sono succedute in questo comune.
| Periodo           | Periodo          | Primo cittadino      | Partito                            | Carica         | Note  |
| ----------------- | ---------------- | -------------------- | ---------------------------------- | -------------- | ----- |
| 20 settembre 1988 | 23 marzo 1992    | Antonino Silvano     | Democrazia Cristiana               | Sindaco        | [ 8 ] |
| 25 maggio 1992    | 7 novembre 1992  | Maria Paola Ialenti  |                                    | Comm. pref.    | [ 8 ] |
| 7 novembre 1992   | 10 giugno 1994   | Cloridano Bellocchio | Partito Democratico della Sinistra | Sindaco        | [ 8 ] |
| 10 giugno 1994    | 21 novembre 1994 | Scipione Lombardi    |                                    | Comm. pref.    | [ 8 ] |
| 21 novembre 1994  | 30 novembre 1998 | Carlo Di Falco       | Centro Cristiano Democratico       | Sindaco        | [ 8 ] |
| 30 novembre 1998  | 27 maggio 2003   | Cloridano Bellocchio | lista civica                       | Sindaco        | [ 8 ] |
| 27 maggio 2003    | 15 aprile 2008   | Cloridano Bellocchio | lista civica                       | Sindaco        | [ 8 ] |
| 15 aprile 2008    | 5 marzo 2013     | Bartolomeo Antonacci | lista civica                       | Sindaco        | [ 8 ] |
| 5 marzo 2013      | 28 marzo 2013    | Cristina Marzano     |                                    | Comm. pref.    | [ 8 ] |
| 28 marzo 2013     | 27 maggio 2013   | Cristina Marzano     |                                    | Comm. straord. | [ 8 ] |
| 27 maggio 2013    | 10 giugno 2018   | Bartolomeo Antonacci | lista civica: Guglionesi nel cuore | Sindaco        | [ 8 ] |
| 10 giugno 2018    | 12-05-2023'      | Mario Bellotti       | lista civica: Guglionesi riparte   | Sindaco        | [ 8 ] |

### Gemellaggi
- Castelnuovo di Cattaro